# Josef Brenner-Felsach
Josef Brenner-Felsach (18. října 1836 Lambach – 17. února 1906 Liesing) byl rakouský šlechtic a politik německé národnosti, v 2. polovině 19. století poslanec Říšské rady z Dolních Rakous.

## Biografie
Profesí byl statkářem v Theresienau.
Získal zemědělské vzdělání na zemědělské vyšší škole ve Weihenstephan, kterou ukončil roku 1856. Působil jako hospodářský adjunkt, od roku 1860 nájemce dvora Sankt Wolfgang a od roku 1863 v Mondsee. Založil spořitelnu v Bad Ischlu. V roce 1865 se stal nájemcem habsburského statku Vösendorf a Laxenburg. Roku 1879 koupil statky Erlaa a Atzgersdorf a roku 1883 získal statek Theresienau. Byl členem výboru hornorakouské zemědělské společnosti a ústředního výboru zemědělské společnosti ve Vídni. V ní zastával funkci prvního viceprezidenta.
Od roku 1865 zasedal v obecním výboru ve Vösendorfu. Od roku 1890 byl poslancem Dolnorakouského zemského sněmu za velkostatkářskou kurii. Poslancem byl do roku 1896. Zastupoval Stranu ústavověrného velkostatku.
Působil i jako poslanec Říšské rady (celostátního parlamentu Předlitavska), kam usedl v doplňovacích volbách roku 1883 za kurii velkostatkářskou v Dolních Rakousích. Slib složil 4. prosince 1883. Mandát obhájil ve volbách roku 1885 a volbách roku 1891. Ve volebním období 1885–1891 se uvádí jako rytíř Josef von Brenner-Felsach, statkář, bytem Theresienau.
Na Říšské radě patřil po volbách roku 1883 i po řádných volbách roku 1885 do poslaneckého klubu Sjednocené levice, do kterého se spojilo několik ústavověrných proudů. Po jeho rozpadu přešel do poslanecké frakce Deutschösterreichischer Club (Německorakouský klub). V roce 1890 se uvádí jako poslanec obnoveného klubu německých liberálů, nyní oficiálně nazývaného Sjednocená německá levice. I po volbách roku 1891 byl členem klubu Sjednocené německé levice.
Zemřel v únoru 1906.